# Miguel Olive Leite
Miguel Olive Leite (1º set. 1891, Pelotas — ?) foi um político brasileiro.
Médico.Foi eleito, em 3 de outubro de 1950, deputado estadual, pelo PTB, para a 38ª Legislatura da Assembleia Legislativa do Rio Grande do Sul, de 1947 a 1951.